# 서맨사 드로크

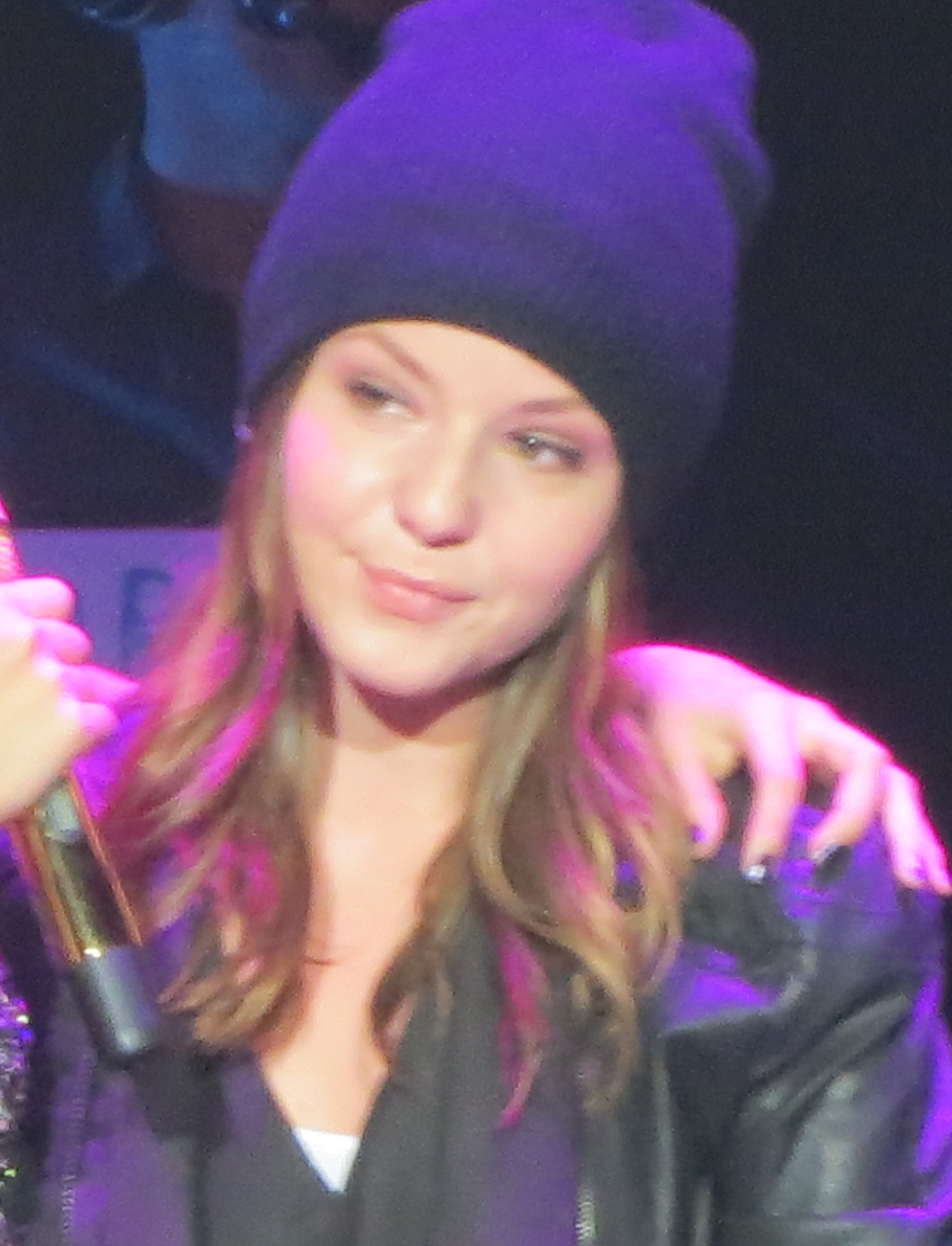

서맨사 드로크(Samantha Raye Droke, 1987년 11월 8일 ~ )는 미국의 배우, 가수이다.

## 영화
- 신스 오브 유어 유스 (2014년) - 아만다 역
- 세컨즈 어파트 (2011년) - 이브 역
- 프린세스 구출 대작전 (2009년)
- 호튼 (2008년)
- 이웃 (2007년)
- 페이스리스 (2006년)